# لحفد
لحفد (به عربی: لحفد) یک منطقهٔ مسکونی در لبنان است که در شهرستان جبیل واقع شده‌است.
 لحفد   ۱٬۰۰۰ متر بالاتر از سطح دریا واقع شده‌است.